# ماگدالنا روئیس گینیاسو
ماگدالنا روئیس گینیاسو (اسپانیایی: Magdalena Ruiz Guiñazú‎ متولد ۱۵ فوریه ۱۹۳۵) نویسنده و روزنامه‌نگار آرژانتین است. وی در کمیسیون ملی افراد ناپدیدشده فعالیت کرده‌است. گینیاسو در سال ۱۹۹۳ بسیاری از جوایز مارتین فیه‌رو را از جمله جایزه گلدن مارتین فیه‌رو دریافت کرد.

## حقوق بشر
در سال‌های ۱۹۷۶، ۱۹۷۷ و ۱۹۷۸ در زمان حکومت نظامیان در شبکه ۱۱ فعالیت می‌کرد، و یکی از ۱۶ روزنامه‌نگار زنی بود که در اوت ۱۹۸۰ از وزیر کشور، ژنرال آلبانو ارگیندیگوی، جایزه دریافت نمود. در جریان دهه ۱۹۸۰، وی موضع دفاع از حقوق بشر را از سازمان‌های مختلف گرفت. در دوران حکومت دیکتاتوری وی از طریق شوی رادیویی خویش، اولین کسی بود که صدای مادران میدان مایو را پخش نمود. در تمام دوران حرفه او، در برابر خشونت هر نشانه، با یک مفهوم متنوع از روزنامه‌نگاری که همه صداها و موقعیت‌های مختلف را در بر می‌گیرد، نشان داده‌است.

## جوایز
- ۱۹۷۴، جایزه سانتا کلارا د آسیس.
- ۱۹۷۷، جایزه سانتا کلارا د آسیس.
- ۱۹۷۷، جایزه سان گابریل.
- ۱۹۸۰، Order of Merit of Poland برای پوشش نخستین دیدار پاپ یوآن پانلی دوم به لهستان.
- ۱۹۸۳، "زنان سال" انتخاب شده توسط رای مردم.
- ۱۹۸۴، Order of Merit of France برای دفاع از حقوق بشر.
- ۱۹۸۴، Order of Merit of Italy برای دفاع از حقوق بشر و آزادی مطبوعات.
- ۱۹۸۷، جوایز Konex: گواهی افتخار.
- ۱۹۸۷، جایزه مارتین فیه‌رو.
- ۱۹۸۸، جایزه مارتین فیه‌رو.
- ۱۹۸۹، جایزه مارتین فیه‌رو.
- ۱۹۹۰، جایزه مارتین فیه‌رو.
- ۱۹۹۱، جایزه مارتین فیه‌رو.
- ۱۹۹۱، جایزه Konex Platinum برای بهترین راننده.
- ۱۹۹۲، جایزه پخش.
- ۱۹۹۲، جایزه پرنساریو.
- ۱۹۹۲، جایزه مارتین فیه‌رو.
- ۱۹۹۳، جایزه پرنساریو.
- ۱۹۹۳، جایزه مارتین فیه‌رو.
- ۱۹۹۳، جایزه مارتین فیه‌رو
- Gold Martín Fierro. 1994، جایزه پخش.
- ۱۹۹۴، لژیون افتخار، فرانسه، جایزه افسر برای دفاع از حقوق بشر و آزادی مطبوعات را به عهده داشت.
- ۱۹۹۶، جایزه پخش رادیو پلاتین برای روزنامه‌نگاری.
- ۱۹۹۷، جایزه بهترین برنامه پخش اخبار.
- ۱۹۹۷، افتخار افتخاری از دانشگاه هاروارد و مرکز رادیو دیوید راکفلر برای مطالعات آمریکای لاتین.
- ۱۹۹۷، Konex Awards: Certificate of Merit. 2002، جایزه مارتین فیه‌رو برای بهترین کار روزنامه‌نگاری.
- ۲۰۰۳، جایزه مارتین فیه‌رو.
- ۲۰۰۳، جایزه بزرگ برای مسیر زندگی "،" جایزه بهترین دستاورد بنیاد رسانه‌های زنان بین‌المللی زنان ".
- ۲۰۰۷، Konex Platinum و جوایز الماس.
- ۲۰۰۷، ETHER جایزه فعالیت‌های رادیویی برای بهترین رانندگی زن
- ۲۰۰۸، جایزه مارتین فیه‌رو بهترین روزنامه روزنامه در رادیو قاره ای بی خانمان رادیو مگدالین درایو.
- ۲۰۰۸، جایزه مارتین فیه‌رو.
- ۲۰۱۳، جایزه مارتین فیه‌رو برای کار روزنامه‌نگاری زن.
- ۲۰۱۳، جایزه راند برای آزادی مطبوعات برای
- ۲۰۱۳ پیشرفت روزنامه‌نگاری
- [۳][۴]